# Čusovaja
Čusovaja (rusky Чусовая) je řeka v Permském kraji, Sverdlovské a Čeljabinské oblasti (prameny) v Rusku. Je 592 km dlouhá. Povodí má rozlohu 23 000 km². Na horním toku se nazývá Poludennaja Čusovaja (rusky Полуденная Чусовая).

## Průběh toku
Pramení na Středním Urale. Na horním toku je dolina řeky široká. Na středním toku se střídají úzké kaňonovité doliny s širšími s mírnými břehy. Na dolním toku je to typická rovinná řeka. Je levým přítokem Kamy na 693 říčním kilometru. Ústí do Čusovského zálivu Kamské přehrady, pod jejímž vzdutím se ocitl i její soutok se Sylvou.

## Vodní režim
Zdroj vody je smíšený s převahou sněhového. Průměrný roční průtok vody činí 222 m³/s, maximální 4 570 m³/s a minimální 8,4 m³/s. Kulminuje od poloviny dubna do poloviny června. V létě dochází k šesti až sedmi vzestupům hladiny v důsledku dešťů. Zamrzá na konci října až na začátku prosince a rozmrzá v dubnu až na začátku května. Pro dolní tok jsou charakteristické ledové zátarasy, které zvedají hladinu až o 2,8 m. Hlavní přítoky jsou zprava Meževaja Utka, Serebrjanka, Kojva, Usva a zleva Revda, Lysva.

## Využití
Řeka se široce využívá na zásobování vodou. Z Volčichinské přehradní nádrže (37 km²) je voda vedena do Hornoisetské přehradní nádrže za účelem zásobování Jekatěrinburgu a okolí. Na přítocích je dalších 15 malých přehradních nádrží. Řeka je splavná v délce 500 km a je na ní rozvinutá vodní doprava od města Čusovoj. Dále na ní leží město Pervouralsk. Je zde rozvinutá vodní turistika.